# Peter Markstedt
Peter Markstedt, född 11 januari 1972, är en svensk fotbollstränare, som tidigare varit aktiv spelare i engelska Premier League, Allsvenskan och norska Tippeligan. 
Peter Markstedt började som mittback i Västerås SK. Karriären fortsatte med spel i Barnsley FC i Premier League. Markstedt skolades senare om till anfallsspelare och vann SM-guld med Helsingborgs IF (1999) och med Hammarby IF 2001. Markstedt är 190 centimeter lång. Efter SM-gulden fortsatte karriären i Oslo-klubben FC Lyn 2004 och avslutades därefter i Västerås SK. I VSK har Markstedt spelat 203 matcher och gjort 31 mål.
Efter den aktiva karriären har Markstedt tränat en rad västeråsklubbar, IK Franke, Syrianska IF och - vid tre tillfällen - Västerås SK.